# Lebendige Wildnis
Lebendige Wildnis ist eine Buchreihe über Tiere, die nach deren Lebensräumen gegliedert ist. Pro Buch werden acht Tierarten des jeweiligen Lebensraumes ausführlich in Text und Bild beschrieben. Die Originalausgabe wurde in Frankreich vom Verlag Societe des Periodiques Larousse von 1990 bis 1993 verlegt. Die Bücher wurden von Christoph Arndt ins Deutsche übersetzt, wobei  Wilbert Neugebauer, der ehemalige Direktor des Stuttgarter zoologisch-botanischen Gartens Wilhelma, wissenschaftlicher Beirat war. Die Buchreihe wurde von 1992 bis 1995 durch den Verlag Das Beste veröffentlicht.

## Erschienene Folgen
- Tiere der Flüsse und Bäche
- Tiere der Regenwälder
- Tiere der Wüste und Halbwüste
- Tiere der Heide und Mischwälder
- Tiere der Meeresküsten
- Tiere der Strände und Inseln
- Tiere der Nadelwälder
- Tiere der afrikanischen Savanne
- Tiere der Taiga
- Tiere der Laubwälder
- Tiere der Tundra und Polargebiete
- Tiere der tropischen Wälder
- Tiere der Seen und Sümpfe
- Tiere der Gebirge
- Tiere der Prärie und Pampa
- Tiere der Meere und Ozeane
- Tiere der Graslandschaften
- Tiere der Baumsavanne